# Hoshizora no Memoria
Hoshizora no Memoria -Wish upon a Shooting Star- (яп. 星空のメモリア-Wish upon a shooting star-) — пятая компьютерная игра в жанре «визуальный роман», разработанный компанией Favorite. До выхода игры 27 февраля 2009 была выпущена демо-версия Prologue Trial Edition; обычная версия игры была выпущена 27 марта 2009. Фандиск под названием Hoshizora no Memoria -Eternal Heart-, содержащий 2 дополнительных сценария, был выпущен 29 января 2010; оба продукта вместе продавались под названием Hoshizora no Memoria Complete, начиная с 26 ноября 2010.

## Сюжет
История начинается с возвращения в родной город Хибаригасаки главного героя Когасаки Ё вместе с младшей сестрой Тинами. После смерти матери они переезжают из города, котором прожили несколько лет, к своей тёте Сино.
Вначале показываются события прошлого, когда каждый день последнего месяца перед переездом Ё ходил на обзорную площадку на встречи с девочкой, ставшей его первым другом. Расстроившись, когда узнала о переезде Ё, она заставляет того пообещать, что после его возвращения они поженятся, и целует его в лоб. По возвращении годы спустя Ё натыкается на закрытый сеткой проход на заброшенную площадку, где встречается с загадочной девочкой, выглядящей точь-в-точь как та самая подруга из его детства. Девочка представляется как Мэа и говорит, что давно уже его ждёт. Ё замечает её странную одежду и наличие косы, потому-то и называет её синигами. Чуть позднее, на другую ночь, Мэа просит его закрыть глаза и внезапно протыкает его косой. Однако нет ни боли, ни крови, но вскоре Ё осознаёт, что забыл имя той девочки из своего детства. Та же, кто по предложению Ё называет себя синигами сообщает, что она «пожала» его кошмар.
Тем временем в школе Ё присоединяется в Кружок любителей астрономии (Тэнкуру), члены которого отчаянно ищут новых участников, так как из-за недостатка членов их статус понизили с официального клуба до кружка по интересам.
По ночам же Ё продолжает встречаться с Мэа, пытаясь вспомнить имя своей первой подруги.

## Игровой процесс
Hoshizora no Memoria — романтический визуальный роман, в котором игрок берёт на себя роль Когасаки Ё. Игровой процесс в основном состоит из чтения повествования и диалогов. Текст в игре дополнен изображениями персонажей, представляющих тех, с кем говорит Ё, поверх фоновых изображений. Также в некоторых случаях во время чтения встречаются изображения с использованием компьютерной графики, что заменяют собой фоновые изображения и изображения персонажей. После первого прочтения становится доступно меню на главном экране, где можно просмотреть изображения с компьютерной графикой, прослушать фоновую музыку и «режим воспоминаний», в котором можно заново просмотреть эротические сцены с открытыми героинями. В Hoshizora no Memoria имеется разветвляющийся сюжет с несколькими возможными концовками, выход на которые зависит от выбора игрока во время чтения.
В игре доступны семь сюжетных линий, каждая из которых посвящена отношениям главного героя с одной из девушек. Во время чтения игроку предоставляется множество выборов и, пока выбор не сделан, игра приостанавливается. Чтобы прочитать все сюжетные линии игроку необходимо перепройти игру несколько раз, делая отличные от предыдущего прохождения выборы, направляющие сюжет в другом ключе. При первом прохождении доступны сюжеты Асухо, Исудзу и Комомо. Доступ к сюжету Тинами открывается после прочтения истории Исудзу, доступ к сюжету Косамэ открывается после завершения истории Комомо. Доступ к сюжету Юмэ открывается после прочтения предыдущих историй, а сюжет Мэа открывается после прочтения истории Юмэ.

## Главные персонажи
Ё Когасака (яп. 小河坂 洋 Когасака Ё:)
Сэйю: отсутствует
Главный герой истории. Прожив в большом городе несколько лет, он и его сестра Тинами возвращаются в родной город Хибаригасаки. Помнит обещание, данное девочке со смотровой площадки семь лет назад и в настоящее время пытается её разыскать. Вступает в Тэнкуру и получает работу в ресторане под названием Milky Way.
Асухо Минахоси (яп. 南星 明日歩 Минахоси Асухо)
Сэйю: Фури Самото
Вице-президент клуба астрономии, часто конфликтует со студсоветом Хибари-ко. Работает официанткой в кафе Milky Way, которым владеет её отец. С детства была влюблена в Ё, но скрывала от него свои чувства.
Исудзу Аой (яп. 蒼 衣鈴 Аой Исудзу)
Сэйю: Карин Адзума
Ученица первого года в Хибари-ко и соседка семьи Когасака. Скромная и холодная, поначалу ненавидит соседей (даже желает им скорой смерти), однако вскоре открывается и начинает дружить с Ё и Тинами. Интересуется картами таро и сверхъестественным. Родилась в Австралии и мечтает снова увидеть южное звёздное небо, каким помнит его с детства.
Комомо Хисакаки (яп. 姫榊 こもも Хисакаки Комомо)
Сэйю: Юана Миядзава
Старшая из близнецов Хисакаки, состоит в студсовете. Обладает характером цундэрэ и по неизвестным причинам ненавидит звёзды. В начале истории пытается расформировать Тэнкуру и завербовать Ё в студсовет. Часто конфликтует с Асухо. Является мико Сэйтэнгу, где почитают хосигами (богов звёзд).
Косамэ Хисакаки (яп. 姫榊 こさめ Хисакаки Косамэ)
Сэйю: Судзунэ Кусуноки
Младшая из близнецов Хисакаки. Обладает спокойным и загадочным характером, и в спорах поддерживает то одну, то другую сторону, и отпускает двусмысленные шутки. Как и сестра является мико.
Тинами Когасака (яп. 小河坂 千波 Когасака Тинами)
Сэйю: Рэн Минадзуки (-Wish upon a shooting star-), Юкина Фудзимори (-Eternal Heart-)
Младшая сестра Ё. Часто ссылается к себе по имени и говорит в третьем лице, в то же время пребывая в весёлом расположении духа. Ведёт себя очень по-детски и незрело, сводя брата с ума, за что часто получает от него наказание.
Mare S. Ephemeral (яп. メア S エフェメラル Мэа С. Эфэмэрару)
Сэйю: Мицу Андзу
Называет себя синигами (так о ней подумал Ё) и «пожинает» людские кошмары. Вскоре после встречи с Ё пронзает того косой, заставляя его забыть имя девочки со смотровой площадки. Внешним видом напоминает ту самую девочку, какой её помнит Ё.
Юмэ Отоцу (яп. おとつ ゆめ Отоцу Юмэ)
Сэйю: Соёги Тоно
Девочка, которую Ё встретил на смотровой площадке. Из-за болезни была оправлена в большой город для лечения, но вернулась в Хибаригасаки несколько лет спустя.

## Второстепенные персонажи
Сэцуна Сува (яп. 諏訪 雪菜 Сува Сэцуна)
Сэйю: Токо Ито
Мико, родственница семьи Хисакаки, служит в главном отделении Сэйтэнгу, и была отправлена в Хибаригасаки для изгнания духа воскрешённой Косамэ.
Харуто Окаидзуми (яп. 岡泉 温土 Окаидзуми Харуто)
Сэйю: Фами Аидзава
Ученик 3-го года и президент Тэнкуру. Часто, когда чем-то расстроен, кричит «Shiiiiiiiit!!!», чем всегда пугает Комомо. Обладает второй личностью по имени Тодо, что иногда берёт над ним верх, кто в отличие от Харуто очень дерзок и не заинтересован в астрономии. Харуто хочет стать астрономом и работать в NASA.
Соитиро Минахоси (яп. 南星 総一朗 Минахоси Со:итиро:)
Сэйю: Элса Мацунами
Отец Асухо и владелец Milky Way. Бывший президент школьного клуба астрономии, также работал астрономом в Научном обществе, пока оно не было закрыто из-за недостатка финансирования, открыл кафе ради дочери.
Мирай Асука (яп. 飛鳥 未来 Асўка Мирай)
Сэйю: Тацуя Хираи
Ученик второго года в Хибари-ко, друг Ё. Президент Окакэна (кружка исследования оккультного). Изначально единственный его участник, впоследствии вместе с Ё пытаются заманить Тинами в свои клубы, которая всё же вступает в Окакэн.
Судзуха Аой (яп. 蒼 鈴葉 Аой Судзуха)
Сэйю: Мимоэ Усами
Младшая сестра Исудзу. Очень застенчива и боится незнакомцев. Имеет хроническое заболевание, вследствие чего часто пропускает школу на большие промежутки времени. Её родителям пришлось вернуться в Японию, так как девочке было сложно вынести сухой пустынный австралийский климат.
Маяка Хисакаки (яп. 姫榊 万夜花 Хисакаки Маяка)
Сэйю: Вакаба Отомо
Главная мико местного храма Сэйтэнгу и мать Комомо и Косамэ. В прошлом была хулиганкой и состояла в банде.
Сино Когасака (яп. 小河坂 詩乃 Когасака Сино)
Сэйю: Нона Исикава
Младшая сестра матери Ё и Тинами, которая заботится о них после возвращения двоих в родной город. В прошлом была участницей школьного клуба астрономии Хибари-ко. Не может иметь детей.